# Las muñecas rusas
Las muñecas rusas (en original: Les poupées russes) es una película franco-británica estrenada en 2005, dirigida y escrita por Cédric Klapisch. Es una comedia romántica y segunda parte de Una casa de locos. Está ambientada en París, Londres, San Petersburgo y algunas escenas en Moscú. En 2013 la serie se completó como trilogía con Nueva vida en Nueva York.

## Argumento
Xavier (Romain Duris) y sus excompañeros Erasmus ahora son treintañeros. Xavier ha conseguido su sueño de ser escritor, sin embargo no está satisfecho con el tipo de literatura con la que se gana la vida (guiones para telenovelas, memorias de famosos, etc.). Aunque lo que más le atormenta es su vida sentimental: desea una estabilidad que no consigue. El reencuentro, por motivos de trabajo, con Wendy (Kelly Reilly) le dará esa oportunidad que no quiere dejar escapar. Pero no lo tiene fácil pues le acosan constantemente sus tentaciones con una famosa y bella joven Celia (Lucy Gordon), a la cual le está escribiendo sus memorias.
- Datos: Q776085